# Major League Soccer 2017
La Major League Soccer 2017 è stata la ventiduesima edizione del campionato di calcio nordamericano.
In questa edizione il numero di partecipanti è aumentato da 20 a 22, visto l'ingresso di Atlanta United e Minnesota United.
Il torneo è iniziato il 3 marzo 2017 ed è terminato il 9 dicembre 2017, con la vittoria, per la prima volta nella storia, del Toronto FC, che ha battuto in finale i Seattle Sounders per 2-0.

## Formula
Le squadre sono divise in due conference, la “Western Conference” e la “Eastern Conference”, in base alla loro posizione geografica.
Lo svolgimento del torneo avviene in due fasi. La prima fase è la stagione regolare. Il campionato non si svolge con la formula dell'andata e ritorno ma ogni club incontra gli altri un numero variabile di volte: nel 2017 ogni squadra incontra almeno una volta le squadre dell'altra conference, almeno due volte le squadre della propria conference (andata e ritorno) e in più gioca altre tre partite con altre tre squadre, fino ad arrivare a un totale di 34 partite, 17 in casa e 17 fuori. Vengono assegnati tre punti per ogni vittoria e un punto per ogni pareggio.
Invariati i criteri per accedere ai play-off per il titolo: le prime due squadre di ogni conference si qualificano direttamente, mentre le squadre dal terzo al sesto posto disputano uno spareggio in partita secca. Vengono poi disputati incontri di andata e ritorno nei quarti di finale e nelle semifinali, mentre la finale è in gara unica e si disputa sul campo della formazione meglio piazzatasi nel corso della stagione regolare.
Similmente alle altre grandi leghe americane di sport professionistici, non è prevista alcuna retrocessione né promozione.
Vista la riforma della CONCACAF Champions League e il suo slittamento in calendario, la lega ha modificato, unicamente per questa stagione e la seguente, i criteri di qualificazione alla competizione continentale: accedono solamente le vincitrici della MLS e della U.S. Open Cup. Se una squadra dovesse vincere più di un trofeo, o se una posizione utile dovesse essere occupata da una squadra canadese, si qualificherà la squadra meglio piazzata in una classifica che combini i punti in stagione regolare del 2017 e del 2018.

## Partecipanti
| Club                | Stagione | Città          | Stadio                                                                    | Stagione 2016                                       |
| ------------------- | -------- | -------------- | ------------------------------------------------------------------------- | --------------------------------------------------- |
| Atlanta United      | dettagli | Atlanta        | Mercedes-Benz Stadium (dal 10/09) Bobby Dodd Stadium (dal 05/03 al 29/07) | Esordiente                                          |
| Chicago Fire        | dettagli | Chicago        | Toyota Park (Bridgeview)                                                  | 10º nella Eastern Conference                        |
| Colorado Rapids     | dettagli | Denver         | Dick's Sporting Goods Park (Commerce City)                                | 2º nella Western Conference                         |
| Columbus Crew       | dettagli | Columbus       | Mapfre Stadium                                                            | 9º nella Eastern Conference                         |
| FC Dallas           | dettagli | Dallas         | Toyota Stadium (Frisco)                                                   | Vincitore del MLS Supporters' Shield                |
| D.C. United         | dettagli | Washington     | Robert F. Kennedy Memorial Stadium                                        | 4º nella Eastern Conference                         |
| Houston Dynamo      | dettagli | Houston        | BBVA Compass Stadium                                                      | 10º nella Western Conference                        |
| LA Galaxy           | dettagli | Los Angeles    | StubHub Center (Carson)                                                   | 3º nella Western Conference                         |
| Minnesota Utd       | dettagli | Minneapolis    | TCF Bank Stadium                                                          | Esordiente                                          |
| Montréal Impact     | dettagli | Montréal       | Stade Saputo                                                              | 5º nella Eastern Conference                         |
| N.E. Revolution     | dettagli | Foxborough     | Gillette Stadium                                                          | 7º nella Eastern Conference                         |
| New York City       | dettagli | New York       | Yankee Stadium                                                            | 2º nella Eastern Conference                         |
| N.Y. Red Bulls      | dettagli | New York       | Red Bull Arena (Harrison, NJ)                                             | 1º nella Eastern Conference                         |
| Orlando City        | dettagli | Orlando        | Orlando City Stadium                                                      | 8º nella Eastern Conference                         |
| Philadelphia Union  | dettagli | Filadelfia     | Talen Energy Stadium (Chester)                                            | 6º nella Eastern Conference                         |
| Portland Timbers    | dettagli | Portland       | Providence Park                                                           | 7º nella Western Conference                         |
| Real Salt Lake      | dettagli | Salt Lake City | Rio Tinto Stadium (Sandy)                                                 | 6º nella Western Conference                         |
| S.J. Earthquakes    | dettagli | San Jose       | Avaya Stadium                                                             | 9º nella Western Conference                         |
| Seattle Sounders    | dettagli | Seattle        | CenturyLink Field                                                         | 4º nella Western Conference Vincitore della MLS Cup |
| Sporting K.C.       | dettagli | Kansas City    | Children's Mercy Park                                                     | 5º nella Eastern Conference                         |
| Toronto FC          | dettagli | Toronto        | BMO Field                                                                 | 3º nella Eastern Conference                         |
| Vancouver Whitecaps | dettagli | Vancouver      | BC Place                                                                  | 8º nella Western Conference                         |

### Allenatori
| Club                | Allenatore                                                                     |
| ------------------- | ------------------------------------------------------------------------------ |
| Atlanta United      | Gerardo Martino                                                                |
| Chicago Fire        | Veljko Paunović                                                                |
| Colorado Rapids     | Pablo Mastroeni (fino al 15 agosto) Steve Cook (dal 15 agosto)                 |
| Columbus Crew       | Gregg Berhalter                                                                |
| D.C. United         | Ben Olsen                                                                      |
| FC Dallas           | Óscar Pareja                                                                   |
| Houston Dynamo      | Wilmer Cabrera                                                                 |
| LA Galaxy           | Curt Onalfo (fino al 28 luglio) Sigi Schmid (dal 28 luglio)                    |
| Minnesota United    | Adrian Heath                                                                   |
| Montréal Impact     | Mauro Biello                                                                   |
| N.E. Revolution     | Jay Heaps (fino al 18 settembre) Tom Soehn (dal 18 settembre)                  |
| New York City       | Patrick Vieira                                                                 |
| N.Y. Red Bulls      | Jesse Marsch                                                                   |
| Orlando City        | Jason Kreis                                                                    |
| Philadelphia Union  | Jim Curtin                                                                     |
| Portland Timbers    | Caleb Porter                                                                   |
| Real Salt Lake      | Jeff Cassar (fino al 21 marzo) Daryl Shore (interim) Mike Petke (dal 29 marzo) |
| S.J. Earthquakes    | Dominic Kinnear (fino al 25 giugno) Chris Leitch (dal 25 giugno)               |
| Seattle Sounders    | Brian Schmetzer                                                                |
| Sporting K.C.       | Peter Vermes                                                                   |
| Toronto FC          | Greg Vanney                                                                    |
| Vancouver Whitecaps | Carl Robinson                                                                  |

## Classifiche Regular Season

### Eastern Conference
|  | Pos. | Squadra            | Pt | G  | V  | N  | P  | GF | GS | DR  |
|  | ---- | ------------------ | -- | -- | -- | -- | -- | -- | -- | --- |
|  | 1.   | Toronto FC         | 69 | 34 | 20 | 9  | 5  | 74 | 37 | +37 |
|  | 2.   | New York City      | 57 | 34 | 16 | 9  | 9  | 56 | 43 | +13 |
|  | 3.   | Chicago Fire       | 55 | 34 | 16 | 7  | 11 | 61 | 47 | +14 |
|  | 4.   | Atlanta United     | 55 | 34 | 15 | 10 | 9  | 70 | 40 | +30 |
|  | 5.   | Columbus Crew      | 54 | 34 | 16 | 6  | 12 | 53 | 49 | +4  |
|  | 6.   | N.Y. Red Bulls     | 50 | 34 | 14 | 8  | 12 | 53 | 47 | +6  |
|  | 7.   | N.E. Revolution    | 45 | 34 | 13 | 6  | 15 | 53 | 61 | -8  |
|  | 8.   | Philadelphia Union | 42 | 34 | 11 | 9  | 14 | 50 | 47 | +3  |
|  | 9.   | Montréal Impact    | 39 | 34 | 11 | 6  | 17 | 52 | 58 | -6  |
|  | 10.  | Orlando City       | 39 | 34 | 10 | 9  | 15 | 39 | 58 | -19 |
|  | 11.  | D.C. United        | 32 | 34 | 9  | 5  | 20 | 31 | 60 | -29 |

Legenda:

      Ammesse alle semifinali di Conference dei Play-off
      Ammesse al primo turno dei Play-off

### Western Conference
|  | Pos. | Squadra             | Pt | G  | V  | N  | P  | GF | GS | DR  |
|  | ---- | ------------------- | -- | -- | -- | -- | -- | -- | -- | --- |
|  | 1.   | Portland Timbers    | 53 | 34 | 15 | 8  | 11 | 60 | 50 | +10 |
|  | 2.   | Seattle Sounders    | 53 | 34 | 14 | 11 | 9  | 52 | 39 | +13 |
|  | 3.   | Vancouver Whitecaps | 52 | 34 | 15 | 7  | 12 | 50 | 49 | +1  |
|  | 4.   | Houston Dynamo      | 50 | 34 | 13 | 11 | 10 | 57 | 45 | +12 |
|  | 5.   | Sporting K.C.       | 49 | 34 | 12 | 13 | 9  | 40 | 29 | +11 |
|  | 6.   | S.J. Earthquakes    | 46 | 34 | 13 | 7  | 14 | 39 | 60 | -21 |
|  | 7.   | FC Dallas           | 46 | 34 | 11 | 13 | 10 | 48 | 48 | 0   |
|  | 8.   | Real Salt Lake      | 45 | 34 | 13 | 6  | 15 | 49 | 55 | -6  |
|  | 9.   | Minnesota Utd       | 36 | 34 | 10 | 6  | 18 | 47 | 70 | -23 |
|  | 10.  | Colorado Rapids     | 33 | 34 | 9  | 6  | 19 | 31 | 51 | -20 |
|  | 11.  | LA Galaxy           | 32 | 34 | 8  | 8  | 18 | 45 | 67 | -22 |

Legenda:

      Ammesse alle semifinali di Conference dei Play-off
      Ammesse al primo turno dei Play-off

### Classifica generale
|  | Pos. | Squadra             | Pt | G  | V  | N  | P  | GF | GS | DR  |
|  | ---- | ------------------- | -- | -- | -- | -- | -- | -- | -- | --- |
|  | 1.   | Toronto FC          | 69 | 34 | 20 | 9  | 5  | 74 | 37 | +37 |
|  | 2.   | New York City       | 57 | 34 | 16 | 9  | 9  | 56 | 43 | +13 |
|  | 3.   | Chicago Fire        | 55 | 34 | 16 | 7  | 11 | 61 | 47 | +14 |
|  | 4.   | Atlanta United      | 55 | 34 | 15 | 10 | 9  | 70 | 40 | +30 |
|  | 5.   | Columbus Crew       | 54 | 34 | 16 | 6  | 12 | 53 | 49 | +4  |
|  | 6.   | Portland Timbers    | 53 | 34 | 15 | 8  | 11 | 60 | 50 | +10 |
|  | 7.   | Seattle Sounders    | 53 | 34 | 14 | 11 | 9  | 52 | 39 | +13 |
|  | 8.   | Vancouver Whitecaps | 52 | 34 | 15 | 7  | 12 | 50 | 49 | +1  |
|  | 9.   | N.Y. Red Bulls      | 50 | 34 | 14 | 8  | 12 | 53 | 47 | +6  |
|  | 10.  | Houston Dynamo      | 50 | 34 | 13 | 11 | 10 | 57 | 45 | +12 |
|  | 11.  | Sporting K.C.       | 49 | 34 | 12 | 13 | 9  | 40 | 29 | +11 |
|  | 12.  | S.J. Earthquakes    | 46 | 34 | 13 | 7  | 14 | 39 | 60 | -21 |
|  | 13.  | FC Dallas           | 46 | 34 | 11 | 13 | 10 | 48 | 48 | 0   |
|  | 14.  | Real Salt Lake      | 45 | 34 | 13 | 6  | 15 | 49 | 55 | -6  |
|  | 15.  | N.E. Revolution     | 45 | 34 | 13 | 6  | 15 | 53 | 61 | -8  |
|  | 16.  | Philadelphia Union  | 42 | 34 | 11 | 9  | 14 | 50 | 47 | +3  |
|  | 17.  | Montréal Impact     | 39 | 34 | 11 | 6  | 17 | 52 | 58 | -6  |
|  | 18.  | Orlando City        | 39 | 34 | 10 | 9  | 15 | 39 | 58 | -19 |
|  | 19.  | Minnesota Utd       | 36 | 34 | 10 | 6  | 18 | 47 | 70 | -23 |
|  | 20.  | Colorado Rapids     | 33 | 34 | 9  | 6  | 19 | 31 | 51 | -20 |
|  | 21.  | D.C. United         | 32 | 34 | 9  | 5  | 20 | 31 | 60 | -29 |
|  | 22.  | LA Galaxy           | 32 | 34 | 8  | 8  | 18 | 45 | 67 | -22 |

Legenda:

      Toronto FC qualificato alla CONCACAF Champions League 2018 perché vincitore del Canadian Championship sia nel 2016 che nel 2017
      Sporting K.C. qualificato alla CONCACAF Champions League 2019 perché vincitore della U.S. Open Cup 2017
In caso di arrivo a pari punti:
1. Maggior numero di vittorie;
2. Differenza reti;
3. Gol fatti;
4. Minor numero di punti disciplinari nella League Fair Play table Archiviato il 3 maggio 2019 in Internet Archive.;
5. Differenza reti in trasferta;
6. Gol fatti in trasferta;
7. Differenza reti in casa;
8. Gol fatti in casa;
9. Lancio della moneta (2 squadre) o estrazione a sorte (3 o più squadre).

## Risultati
Leggendo per riga si avranno i risultati casalinghi della squadra indicata in prima colonna, mentre leggendo per colonna si avranno i risultati in trasferta della squadra in prima riga.

### Eastern Conference
|                    | ATL | CHI | CLB | DCU | MTL | NER | NYC | NYR | ORL | PHI | TOR |  | ATL | CHI | CLB | DCU | MTL | NER | NYC | NYR | ORL | PHI | TOR |
| ------------------ | --- | --- | --- | --- | --- | --- | --- | --- | --- | --- | --- |  | --- | --- | --- | --- | --- | --- | --- | --- | --- | --- | --- |
| Atlanta United     |     | 4-0 | 3-1 | 1-3 | 2-0 | 7-0 | 3-1 | 1-2 | 1-1 | 3-0 | 2-2 |  |     |     |     |     |     |     |     |     | 3-3 |     |     |
| Chicago Fire       | 2-0 |     | 1-0 | 3-0 | 2-2 | 3-0 | 1-1 | 1-1 | 4-0 | 3-2 | 1-3 |  |     |     |     |     |     | 4-1 |     |     |     |     |     |
| Columbus Crew      | 0-2 | 1-1 |     | 2-0 | 4-1 | 2-0 | 2-3 | 3-2 | 2-0 | 1-0 | 2-1 |  |     | 3-1 |     |     |     |     |     |     |     |     | 1-2 |
| D.C. United        | 2-1 | 0-1 | 0-2 |     | 0-1 | 1-0 | 2-1 | 1-2 | 1-2 | 2-1 | 1-1 |  | 1-0 |     |     |     |     |     |     |     |     | 0-4 |     |
| Montréal Impact    | 2-1 | 3-0 | 2-3 | 2-0 |     | 2-3 | 0-1 | 1-0 | 2-1 | 2-1 | 1-3 |  |     | 0-1 |     |     |     |     |     |     |     |     |     |
| N.E. Revolution    | 0-0 | 1-2 | 2-1 | 2-2 | 1-0 |     | 2-1 | 2-3 | 4-0 | 3-0 | 3-0 |  |     |     |     |     |     |     |     |     |     |     | 2-1 |
| New York City      | 3-1 | 2-1 | 2-2 | 4-0 | 1-1 | 2-2 |     | 3-2 | 1-2 | 2-1 | 2-2 |  |     |     |     |     |     | 2-1 |     |     |     |     |     |
| N.Y. Red Bulls     | 0-0 | 2-1 | 2-0 | 2-0 | 4-0 | 2-1 | 0-2 |     | 3-1 | 0-0 | 1-1 |  |     |     |     | 3-3 |     |     | 1-1 |     |     |     |     |
| Orlando City       | 0-1 | 0-0 | 1-1 | 2-0 | 3-3 | 6-1 | 1-0 | 1-0 |     | 2-1 | 1-3 |  |     |     | 0-1 |     |     |     | 0-3 |     |     |     |     |
| Philadelphia Union | 2-2 | 3-1 | 3-0 | 1-0 | 3-3 | 3-0 | 0-2 | 3-0 | 6-1 |     | 2-2 |  |     |     |     |     | 0-3 |     |     | 0-2 |     |     |     |
| Toronto FC         | 2-2 | 3-1 | 5-0 | 2-0 | 3-5 | 2-0 | 4-0 | 4-2 | 2-1 | 3-0 |     |  |     |     |     |     | 1-0 |     |     |     |     |     |     |

### Western Conference
|                     | COL | DAL | HOU | LAG | MNU | POR | RSL | SJE | SEA | SKC | VAN |  | COL | DAL | HOU | LAG | MNU | POR | RSL | SJE | SEA | SKC | VAN |
| ------------------- | --- | --- | --- | --- | --- | --- | --- | --- | --- | --- | --- |  | --- | --- | --- | --- | --- | --- | --- | --- | --- | --- | --- |
| Colorado Rapids     |     | 1-1 | 3-1 | 1-3 | 2-2 | 2-1 | 1-2 | 3-0 | 1-3 | 1-0 | 0-1 |  |     |     |     |     |     |     | 1-0 |     |     |     | 2-2 |
| FC Dallas           | 0-0 |     | 0-0 | 5-1 | 2-0 | 2-2 | 6-2 | 0-1 | 0-0 | 1-0 | 0-4 |  | 2-0 |     | 3-3 |     |     |     |     |     |     |     |     |
| Houston Dynamo      | 0-1 | 1-1 |     | 3-3 | 2-2 | 2-2 | 5-1 | 2-0 | 2-1 | 2-1 | 2-1 |  |     |     |     |     | 2-1 |     |     | 3-0 |     |     |     |
| LA Galaxy           | 3-0 | 1-2 | 2-2 |     | 3-0 | 0-1 | 2-6 | 0-3 | 0-3 | 1-2 | 0-1 |  |     |     |     |     |     |     | 1-1 |     | 0-0 |     |     |
| Minnesota United    | 1-0 | 4-1 | 0-0 | 1-2 |     | 3-2 | 4-2 | 0-1 | 0-4 | 2-0 | 2-2 |  |     |     |     |     |     |     |     |     |     | 1-1 |     |
| Portland Timbers    | 2-1 | 2-0 | 4-2 | 3-1 | 5-1 |     | 1-4 | 2-0 | 2-2 | 0-1 | 2-1 |  |     |     |     |     |     |     |     |     |     |     | 2-1 |
| Real Salt Lake      | 4-1 | 0-3 | 0-0 | 1-2 | 1-0 | 2-1 |     | 4-0 | 2-0 | 1-1 | 3-0 |  |     |     |     |     |     |     |     |     |     | 2-1 |     |
| S.J. Earthquakes    | 1-0 | 1-1 | 1-0 | 2-4 | 3-2 | 3-0 | 2-1 |     | 1-1 | 0-0 | 3-2 |  |     |     |     | 2-1 |     | 2-1 |     |     |     |     |     |
| Seattle Sounders    | 3-0 | 4-0 | 1-0 | 1-1 | 2-1 | 1-0 | 1-0 | 3-0 |     | 1-0 | 3-0 |  |     |     |     |     |     | 1-1 |     |     |     |     |     |
| Sporting K.C.       | 3-1 | 0-0 | 0-0 | 2-1 | 3-0 | 1-1 | 3-0 | 2-1 | 3-0 |     | 0-1 |  |     | 2-0 |     |     |     |     |     |     |     |     |     |
| Vancouver Whitecaps | 2-1 | 1-1 | 2-1 | 4-2 | 3-0 | 1-2 | 3-2 | 1-1 | 2-1 | 2-0 |     |  |     |     |     |     |     |     |     |     | 1-1 |     |     |

### Inter-conference
|                     | ATL | CHI | COL | CLB | DAL | DCU | HOU | LAG | MNU | MTL | NER | NYC | NYR | ORL | PHI | POR | RSL | SJE | SEA | SKC | TOR | VAN |
| ------------------- | --- | --- | --- | --- | --- | --- | --- | --- | --- | --- | --- | --- | --- | --- | --- | --- | --- | --- | --- | --- | --- | --- |
| Atlanta United      |     |     | 1-0 |     | 3-0 |     | 4-1 | 4-0 | 2-3 |     |     |     |     |     |     |     |     | 4-2 |     |     |     |     |
| Chicago Fire        |     |     | 3-0 |     | 2-1 |     |     |     | 1-2 |     |     |     |     |     |     |     | 2-0 |     | 4-1 |     |     | 4-0 |
| Colorado Rapids     |     |     |     | 2-1 |     | 0-1 |     |     |     | 2-1 | 1-0 | 1-1 |     |     |     |     |     |     |     |     |     |     |
| Columbus Crew       |     |     |     |     | 2-1 |     |     | 2-0 |     |     |     |     |     |     |     | 3-2 |     |     | 3-0 | 1-1 |     |     |
| FC Dallas           |     |     |     |     |     | 4-2 |     |     |     |     | 2-1 | 1-1 | 2-2 |     |     |     |     |     |     |     | 3-1 |     |
| D.C. United         |     |     |     |     |     |     | 1-3 | 0-0 |     |     |     |     |     |     |     |     | 0-1 | 4-0 |     | 0-0 |     |     |
| Houston Dynamo      |     | 3-0 |     | 3-1 |     |     |     |     |     | 3-1 |     |     | 4-1 | 4-0 |     |     |     |     |     |     |     |     |
| LA Galaxy           |     | 2-2 |     |     |     |     |     |     |     | 2-0 |     | 0-2 |     |     | 0-0 |     |     |     |     |     | 0-4 |     |
| Minnesota United    | 1-6 |     |     | 0-1 |     | 4-0 |     |     |     |     |     |     | 0-3 | 1-0 | 1-1 |     |     |     |     |     |     |     |
| Montréal Impact     |     |     |     |     | 1-2 |     |     |     | 2-3 |     |     |     |     |     |     | 4-1 | 3-1 |     | 2-2 |     |     | 1-2 |
| N.E. Revolution     |     |     |     |     |     |     | 2-0 | 4-3 | 5-2 |     |     |     |     |     |     |     | 4-0 | 0-0 |     |     |     | 1-0 |
| New York City       |     |     |     |     |     |     | 1-1 |     | 3-1 |     |     |     |     |     |     | 0-1 |     | 2-1 | 2-1 | 1-0 |     |     |
| N.Y. Red Bulls      |     |     | 1-0 |     |     |     |     | 1-3 |     |     |     |     |     |     |     |     | 0-0 | 5-1 |     |     |     | 3-0 |
| Orlando City        |     |     | 2-0 |     | 0-0 |     |     | 2-1 |     |     |     |     |     |     |     |     |     |     |     | 2-2 |     | 1-2 |
| Philadelphia Union  |     |     | 2-1 |     | 3-1 |     | 2-0 |     |     |     |     |     |     |     |     | 1-3 |     |     | 2-0 |     |     |     |
| Portland Timbers    | 1-1 | 2-2 |     |     |     | 4-0 |     |     |     |     | 1-1 |     | 2-0 | 3-0 |     |     |     |     |     |     |     |     |
| Real Salt Lake      | 1-3 |     |     | 2-2 |     |     |     |     |     |     |     | 2-1 |     | 0-1 | 1-0 |     |     |     |     |     | 0-0 |     |
| S.J. Earthquakes    |     | 1-4 |     | 2-1 |     |     |     |     |     | 1-0 |     |     |     | 1-1 | 2-2 |     |     |     |     |     |     |     |
| Seattle Sounders    | 0-0 |     |     |     |     | 4-3 |     |     |     |     | 3-3 |     | 3-1 | 1-1 |     |     |     |     |     |     | 0-1 |     |
| Sporting K.C.       | 1-1 | 3-2 |     |     |     |     |     |     |     | 1-1 | 3-1 |     | 2-0 |     | 1-1 |     |     |     |     |     |     |     |
| Toronto FC          |     |     | 1-1 |     |     |     | 2-0 |     | 3-2 |     |     |     |     |     |     | 4-1 |     | 4-0 |     | 0-0 |     |     |
| Vancouver Whitecaps | 3-1 |     |     | 2-2 |     | 0-1 |     |     |     |     |     | 3-2 |     |     | 0-0 |     |     |     |     |     | 0-2 |     |

Fonte: MLSsoccer.com Archiviato il 17 febbraio 2017 in Internet Archive.

## Play-off

### Tabellone
|  | Primo turno | Primo turno          | Primo turno |  |  | Semifinali di Conference | Semifinali di Conference | Semifinali di Conference | Semifinali di Conference |  |    | Finali di Conference | Finali di Conference | Finali di Conference | Finali di Conference |  |    | Finale MLS | Finale MLS       | Finale MLS |
|  |             |                      |             |  |  |                          |                          |                          |                          |  |    |                      |                      |                      |                      |  |    |            |                  |            |
|  |             |                      |             |  |  | E1                       | Toronto FC (gfc)         | 2                        | 0                        |  |    |                      |                      |                      |                      |  |    |            |                  |            |
|  |             |                      |             |  |  | E1                       | Toronto FC (gfc)         | 2                        | 0                        |  |    |                      |                      |                      |                      |  |    |            |                  |            |
|  |             |                      |             |  |  | E6                       | N.Y. Red Bulls           | 1                        | 1                        |  |    |                      |                      |                      |                      |  |    |            |                  |            |
|  | E3          | Chicago Fire         | 0           |  |  | E6                       | N.Y. Red Bulls           | 1                        | 1                        |  |    |                      |                      |                      |                      |  |    |            |                  |            |
|  | E3          | Chicago Fire         | 0           |  |  |                          |                          |                          |                          |  |    |                      |                      |                      |                      |  |    |            |                  |            |
|  | E6          | N.Y. Red Bulls       | 4           |  |  |                          |                          |                          |                          |  |    |                      |                      |                      |                      |  |    |            |                  |            |
|  | E6          | N.Y. Red Bulls       | 4           |  |  |                          |                          |                          |                          |  | E1 | Toronto FC           | 0                    | 1                    |                      |  |    |            |                  |            |
|  |             |                      |             |  |  |                          |                          |                          |                          |  | E1 | Toronto FC           | 0                    | 1                    |                      |  |    |            |                  |            |
|  |             |                      |             |  |  |                          |                          |                          |                          |  |    | E5                   | Columbus Crew        | 0                    | 0                    |  |    |            |                  |            |
|  |             |                      |             |  |  |                          |                          |                          |                          |  |    | E5                   | Columbus Crew        | 0                    | 0                    |  |    |            |                  |            |
|  |             |                      |             |  |  |                          |                          |                          |                          |  |    |                      |                      |                      |                      |  |    |            |                  |            |
|  |             |                      |             |  |  |                          |                          |                          |                          |  |    |                      |                      |                      |                      |  |    |            |                  |            |
|  |             |                      |             |  |  | E2                       | New York City            | 1                        | 2                        |  |    |                      |                      |                      |                      |  |    |            |                  |            |
|  |             |                      |             |  |  |                          |                          |                          |                          |  |    |                      |                      |                      |                      |  |    |            |                  |            |
|  |             |                      |             |  |  | E5                       | Columbus Crew            | 4                        | 0                        |  |    |                      |                      |                      |                      |  |    |            |                  |            |
|  | E4          | Atlanta United       | 0 (1)       |  |  |                          |                          |                          |                          |  |    |                      |                      |                      |                      |  |    |            |                  |            |
|  | E4          | Atlanta United       | 0 (1)       |  |  |                          |                          |                          |                          |  |    |                      |                      |                      |                      |  |    |            |                  |            |
|  | E5          | Columbus Crew (dtr)  | 0 (3)       |  |  |                          |                          |                          |                          |  |    |                      |                      |                      |                      |  |    |            |                  |            |
|  | E5          | Columbus Crew (dtr)  | 0 (3)       |  |  |                          |                          |                          |                          |  |    |                      |                      |                      |                      |  | E1 | Toronto FC | 2                |            |
|  |             |                      |             |  |  |                          |                          |                          |                          |  |    |                      |                      |                      |                      |  | E1 | Toronto FC | 2                |            |
|  |             |                      |             |  |  |                          |                          |                          |                          |  |    |                      |                      |                      |                      |  |    | W2         | Seattle Sounders | 0          |
|  |             |                      |             |  |  |                          |                          |                          |                          |  |    |                      |                      |                      |                      |  |    | W2         | Seattle Sounders | 0          |
|  |             |                      |             |  |  |                          |                          |                          |                          |  |    |                      |                      |                      |                      |  |    |            |                  |            |
|  |             |                      |             |  |  |                          |                          |                          |                          |  |    |                      |                      |                      |                      |  |    |            |                  |            |
|  |             |                      |             |  |  | W2                       | Seattle Sounders         | 0                        | 2                        |  |    |                      |                      |                      |                      |  |    |            |                  |            |
|  |             |                      |             |  |  | W2                       | Seattle Sounders         | 0                        | 2                        |  |    |                      |                      |                      |                      |  |    |            |                  |            |
|  |             |                      |             |  |  | W3                       | Vancouver Whitecaps      | 0                        | 0                        |  |    |                      |                      |                      |                      |  |    |            |                  |            |
|  | W3          | Vancouver Whitecaps  | 5           |  |  |                          |                          |                          |                          |  |    |                      |                      |                      |                      |  |    |            |                  |            |
|  | W3          | Vancouver Whitecaps  | 5           |  |  |                          |                          |                          |                          |  |    |                      |                      |                      |                      |  |    |            |                  |            |
|  | W6          | S.J. Earthquakes     | 0           |  |  |                          |                          |                          |                          |  |    |                      |                      |                      |                      |  |    |            |                  |            |
|  | W6          | S.J. Earthquakes     | 0           |  |  |                          |                          |                          |                          |  | W2 | Seattle Sounders     | 2                    | 3                    |                      |  |    |            |                  |            |
|  |             |                      |             |  |  |                          |                          |                          |                          |  | W2 | Seattle Sounders     | 2                    | 3                    |                      |  |    |            |                  |            |
|  |             |                      |             |  |  |                          |                          |                          |                          |  |    | W4                   | Houston Dynamo       | 0                    | 0                    |  |    |            |                  |            |
|  |             |                      |             |  |  |                          |                          |                          |                          |  |    | W4                   | Houston Dynamo       | 0                    | 0                    |  |    |            |                  |            |
|  |             |                      |             |  |  |                          |                          |                          |                          |  |    |                      |                      |                      |                      |  |    |            |                  |            |
|  |             |                      |             |  |  |                          |                          |                          |                          |  |    |                      |                      |                      |                      |  |    |            |                  |            |
|  |             |                      |             |  |  | W1                       | Portland Timbers         | 0                        | 1                        |  |    |                      |                      |                      |                      |  |    |            |                  |            |
|  |             |                      |             |  |  | W1                       | Portland Timbers         | 0                        | 1                        |  |    |                      |                      |                      |                      |  |    |            |                  |            |
|  |             |                      |             |  |  | W4                       | Houston Dynamo           | 0                        | 2                        |  |    |                      |                      |                      |                      |  |    |            |                  |            |
|  | W4          | Houston Dynamo (dts) | 1           |  |  | W4                       | Houston Dynamo           | 0                        | 2                        |  |    |                      |                      |                      |                      |  |    |            |                  |            |
|  | W4          | Houston Dynamo (dts) | 1           |  |  |                          |                          |                          |                          |  |    |                      |                      |                      |                      |  |    |            |                  |            |
|  | W5          | Sporting K.C.        | 0           |  |  |                          |                          |                          |                          |  |    |                      |                      |                      |                      |  |    |            |                  |            |
|  | W5          | Sporting K.C.        | 0           |  |  |                          |                          |                          |                          |  |    |                      |                      |                      |                      |  |    |            |                  |            |

### Primo turno
| Arbitro: | Ismail Elfath |

|  |           |                                                     |
|  | Marcatori | 7’ Wright-Phillips 11’ Kljestan 70’ Royer 87’ Veron |

| Arbitro: | José Carlos Rivero |

|                                                      |           |  |
| Montero 33’ Techera 57’ Waston 64’ Mezquida 78’, 80’ | Marcatori |  |

| Arbitro: | Allen Chapman |

|                                             |                      |                            |
| Gressel Gonzalez Pirez Villalba Larentowicz | Tiri di rigore 1 – 3 | Higuain Manneh Hansen Jahn |

| Arbitro: | Mark Geiger |

|          |           |  |
| Elis 94’ | Marcatori |  |

### Semifinali di Conference
Andata
| Vancouver 29 ottobre 2017, ore 17:30 UTC-8 | Vancouver Whitecaps | 0 – 0 referto | Seattle Sounders | BC Place (27 837 spett.)\| Arbitro: \| Kevin Stott \| |
| Arbitro:                                   | Kevin Stott         |               |                  |                                                       |

| Arbitro: | Drew Fischer |

|                    |           |                         |
| Royer 45+3’ (rig.) | Marcatori | 8’ Vazquez 72’ Giovinco |

| Houston 30 ottobre 2017, ore 20:30 UTC-6 | Houston Dynamo | 0 – 0 referto | Portland Timbers | BBVA Compass Stadium (15 169 spett.)\| Arbitro: \| Robert Sibiga \| |
| Arbitro:                                 | Robert Sibiga  |               |                  |                                                                     |

| Arbitro: | Alan Kelly |

|                                           |           |           |
| Kamara 6’ Artur 58’ Meram 69’ Afful 90+3’ | Marcatori | 78’ Villa |

Ritorno
| Arbitro: | Baldomero Toledo |

|                  |           |  |
| Dempsey 56’, 88’ | Marcatori |  |

| Arbitro: | Chris Penso |

|  |           |                     |
|  | Marcatori | 54’ Wright-Phillips |

| Arbitro: | Kevin Stott |

|                             |           |  |
| Villa 16’ (rig.) Struna 53’ | Marcatori |  |

| Arbitro: | Ismail Elfath |

|              |           |                        |
| Asprilla 39’ | Marcatori | 43’ Remick 77’ Manotas |

### Finali di Conference
Andata
| Columbus 21 novembre 2017, ore 20:00 UTC-5 | Columbus Crew | 0 – 0 referto | Toronto FC | Mapfre Stadium (21 289 spett.)\| Arbitro: \| Robert Sibiga \| |
| Arbitro:                                   | Robert Sibiga |               |            |                                                               |

| Arbitro: | Chris Penso |

|  |           |                        |
|  | Marcatori | 11’ Svensson 42’ Bruin |

Ritorno
| Arbitro: | Jair Marrufo |

|              |           |  |
| Altidore 60’ | Marcatori |  |

| Arbitro: | Alan Kelly |

|                                            |           |  |
| Victor Rodríguez 22’ Dempsey 57’ Bruin 73’ | Marcatori |  |

### Finale MLS
| Arbitro: | Allen Chapman |

|                            |           |  |
| Altidore 67’ Vázquez 90+4’ | Marcatori |  |

## Statistiche

### Classifica marcatori regular season
| Gol | Rigori |  | Giocatore               | Squadra            |
| --- | ------ |  | ----------------------- | ------------------ |
| 24  | 2      |  | Nemanja Nikolić         | Chicago Fire       |
| 22  | 4      |  | David Villa             | New York City      |
| 21  | 3      |  | Diego Valeri            | Portland Timbers   |
| 19  | 2      |  | Josef Martínez          | Atlanta United     |
| 18  | 1      |  | Ola Kamara              | Columbus Crew      |
| 17  | 2      |  | Ignacio Piatti          | Montréal Impact    |
| 17  |        |  | Bradley Wright-Phillips | N.Y. Red Bulls     |
| 16  | 1      |  | Sebastian Giovinco      | Toronto FC         |
| 16  | 3      |  | C. J. Sapong            | Philadelphia Union |
| 15  | 3      |  | Jozy Altidore           | Toronto FC         |
| 14  | 2      |  | David Accam             | Chicago Fire       |
| 14  |        |  | Christian Ramirez       | Minnesota Utd      |
| 14  | 5      |  | Érick Torres            | Houston Dynamo     |

(fonte: MLSsoccer.com)